# Bowie (Texas)
Bowie es una ciudad ubicada en el condado de Montague en el estado estadounidense de Texas. En el Censo de 2010 tenía una población de 5218 habitantes y una densidad poblacional de 363,53 personas por km².

## Geografía
Bowie se encuentra ubicada en las coordenadas 33°33′24″N 97°50′44″O / 33.55667, -97.84556. Según la Oficina del Censo de los Estados Unidos, Bowie tiene una superficie total de 14.35 km², de la cual 14.29 km² corresponden a tierra firme y (0.43%) 0.06 km² es agua.

## Demografía
Según el censo de 2010, había 5218 personas residiendo en Bowie. La densidad de población era de 363,53 hab./km². De los 5218 habitantes, Bowie estaba compuesto por el 91.89% blancos, el 0.21% eran afroamericanos, el 1.02% eran amerindios, el 0.65% eran asiáticos, el 0.06% eran isleños del Pacífico, el 4.14% eran de otras razas y el 2.03% pertenecían a dos o más razas. Del total de la población el 11.58% eran hispanos o latinos de cualquier raza.